# Gasentwickler

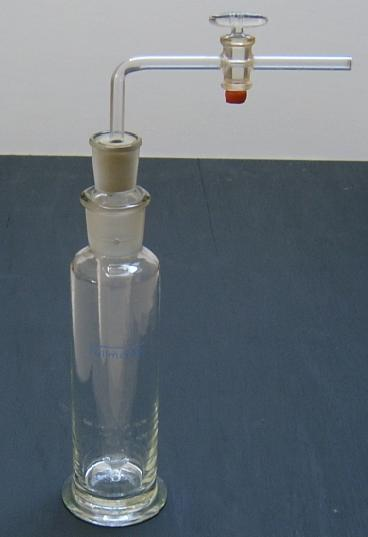
Gasentwicklungsflasche

Ein Gasentwickler dient im chemischen Laboratorium zur Herstellung von unterschiedlichen Gasen, wie Wasserstoff, Kohlenstoffdioxid, Schwefelwasserstoff oder Schwefeldioxid.
Eine besondere Ausführung ist der Kippsche Apparat.
Im einfachsten Fall ist der Gasentwickler eine Gasentwicklungsflasche, die zur Herstellung kleinerer Gasmengen, auch im Halbmikromaßstab, dient.

## Funktionsweise

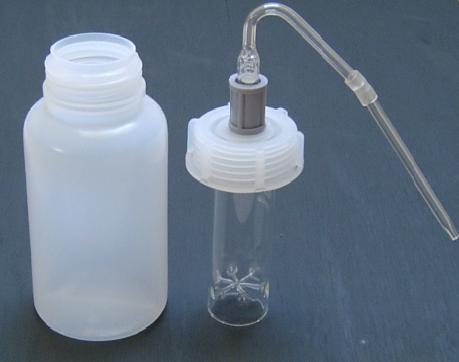
Gasentwicklungsflasche für den Halbmikromaßstab

Die Gase werden in der Regel über Reaktionen einer Mineralsäure (z. B. Salzsäure) und einem grobkörnigen Feststoff, wie Zink zur Wasserstoff-, Calciumcarbonat zur Kohlenstoffdioxid- oder Eisen(III)-sulfid zur Schwefelwasserstoffherstellung  freigesetzt.
Die Gasentwicklungsflasche dient hierbei zur Aufnahme der Säure. Der Einsatz in der Flasche wird mit dem Feststoff gefüllt. Der Einsatz hat unten eine kleine Öffnung oder ist unten mit einer Art Sieb versehen, über die die Säure an den Feststoff gelangen kann. Das bei der Reaktion entstehende Gas wird oben über ein Ventil entnommen. Wird kein Gas entnommen, so drückt das Gas die Säure zurück und die Reaktion ist vorerst beendet.
Die Gase können in einem weiteren Schritt z. B. in einer nachgeschalteten Gaswaschflasche vor der eigentlichen Verwendung gereinigt oder mit einem Trockenrohr getrocknet werden.